# John S. Burgess

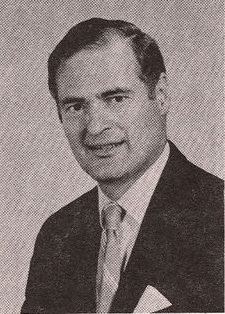
John S. Burgess

John Stuart Burgess (* 10. Mai 1920 in New York City; † 20. September 2007 in Keene, New Hampshire) war ein US-amerikanischer Politiker und Anwalt, der von 1971 bis 1975 Vizegouverneur von Vermont war.

## Leben
John Stuart "Jack" Burgess wurde in New York City geboren. Im Zweiten Weltkrieg war er Navigator beim United States Army Air Corps. Er kehrte in den aktiven Dienst zurück und nahm am Koreakrieg teil. Er erreichte den Rang eines Majors im Air Force Reserve Command.
Burgess machte seinen Abschluss an der University of Vermont und erwarb zudem einen Abschluss der Rechtswissenschaften an der Northeastern University im Jahr 1949. Anschließend ließ er sich als Anwalt in Brattleboro nieder. Als District Attorney war er für das Windham County von 1952 bis 1957 tätig. Auch übte er unterschiedliche Ämter in Brattleboro aus. Er war Town Agent, Town Attorney und Friedensrichter.
Als Mitglied der Republikanischen Partei von Vermont wurde Burgess 1966 in das Repräsentantenhaus von Vermont gewählt. Er war Vorsitzender des Judiciary Committee, bevor er Sprecher des Repräsentantenhauses wurde.
Die Wahl zum Vizegouverneur gewann Burgess im Jahr 1970 und er übte dieses Amt zwei Amtszeiten von 1971 bis 1975 aus.
Die Wahl um einen Sitz im Repräsentantenhaus der Vereinigten Staaten verlor er im Jahr 1974 gegen Jim Jeffords.
Nach seiner Amtszeit als Vizegouverneur war er erneut als Anwalt und in weiteren Positionen in der Stadtverwaltung von Brattleboro tätig. Burgess starb in Keene, New Hampshire am 20. September 2007. Sein Grab befindet sich auf dem  Brattleboro's Meeting House Hill Cemetery.